# 58-ма армія (СРСР)
58-ма армія (58 А) — військове об'єднання Червоної армії періоду Другої світової війни. Формувалася тричі: 11.1941—05.1942, 06.1942—08.1942, 08.1942—11.1943.

## Історія

### 1-ше формування
Сформована 10 листопада 1941 року у Сибірському окрузі. Перекинута до Архангельського військового округу. 25 травня 1942 року переформована у 3-тю танкову армію.

### 2-ге формування
Існувала 25 червня-8 серпня 1942 року у районі міста Осташков на Калініському фронті. Склад армії переданий у 39-ту армію, що була розформована 1992 року.

### 3-тє формування
Сформована 30 серпня 1942 року на Закавказькому фронті на основі 24-ї армії. Розформована 15 листопада 1943 року.

## Командування
1-ше формування
- генерал-лейтенант Кузнецов В. І. (листопад 1941);
- полковник Москвін М. О. (листопад 1941 — травень 1942);

2-ге формування
- генерал-майор Зигін О. І. (травень — серпень 1942);

3-тє формування
- генерал-майор Хоменко В. О. (вересень — листопад 1942);
- генерал-майор Мельник К. С. (листопад 1942 — 7 березня 1943);
- генерал-майор Дашевський Я. С. (7 — 16 березня 1943), ТВО;
- генерал-майор, з квітня 1943 генерал-лейтенант Мельник К. С. (16 березня — жовтень 1943).